# Hartmut Colden
Hartmut Colden (* 2. Oktober 1915 in Breslau; † 14. September 1982 in Rostock) war ein deutscher Architekt.
Colden war maßgeblich an der städtebaulichen Gestaltung Rostocks nach dem Zweiten Weltkrieg beteiligt, u. a. beim Wiederaufbau der Langen Straße im Rostocker Zentrum und bei der Errichtung der ersten Plattenbausiedlung Reutershagen II in Rostock.
Er übernahm und erweiterte das Konzept der Bandstadt, einer linienhaften Siedlungsstruktur, auch in Anlehnung an Planungen, die zu Beginn des 20. Jahrhunderts in Russland entstanden waren.
Colden kritisierte in den 1950er Jahren den monumentalen Baustil der Stalin-Ära („Zuckerbäckerstil“) – für ihn ein „oberflächlicher Versuch der Fortführung unseres baukulturellen Erbes“ – und propagierte eine Rückbesinnung zu mehr Sachlichkeit, auch beruhend auf den zu hohen Kosten für diese Bauten.
Zusammen mit Otto Englberger, Karl Sommerer und Peter Doehler gewann Colden 1952 den Architekturwettbewerb um das Verlagshaus „Neues Deutschland“, es wurde jedoch nicht dieser Entwurf  umgesetzt.
In Rostock Dierkow-Neu, einer zwischen 1984 und 1987 entstandenen Plattenbausiedlung, wurde eine der Erschließungsstraßen nach ihm benannt (Hartmut-Colden-Straße).